# Windows XP Embedded
La familia Windows XP Embedded (comúnmente abreviado como "XPe"), es una versión componetizada de Windows XP Professional, destinada a equipos especializados. Un fabricante de equipos originales puede elegir los componentes necesarios para reducir el consumo de recursos y prevenir ataques.  A diferencia de Windows CE, Windows XP Embedded provee acceso completo a la API de Windows vigente a la época, y soporta el rango completo de aplicaciones y controladores de dispositivos escritos para Windows XP. Fue lanzado inicialmente el 28 de noviembre de 2003. Para octubre de 2008, la última versión es Service Pack 3.
Windows Embedded Standard 2009 es el sucesor de Windows XP Embedded y fue lanzado el 14 de diciembre de 2008, y está basado en Windows XP Professional SP3. Windows Embedded Standard 2009 es derivado de Windows XP Embedded debido a que Microsoft y sus desarrolladores no publicaron una versión componetizada de Windows Vista. Windows Embedded Standard 2009 incluye Silverlight, .NET Framework 3.5, Internet Explorer 7, Windows Media Player 11, RDP 6.1, Protección de acceso a la red, Microsoft Baseline Security Analyzer y soporte manejado por Windows Server Update Services y System Center Configuration Manager.
Windows Embedded for Point of Service (WEPOS) y Windows Embedded POSReady 2009 son versiones especializadas destinadas para dispositivos de venta como Cajas registradoras y autoservicio para tiendas y supermercados, cajeros automáticos, entre otros. Están basados en Windows XP Embedded y Windows Embedded Standard 2009 respectivamente,

## Características

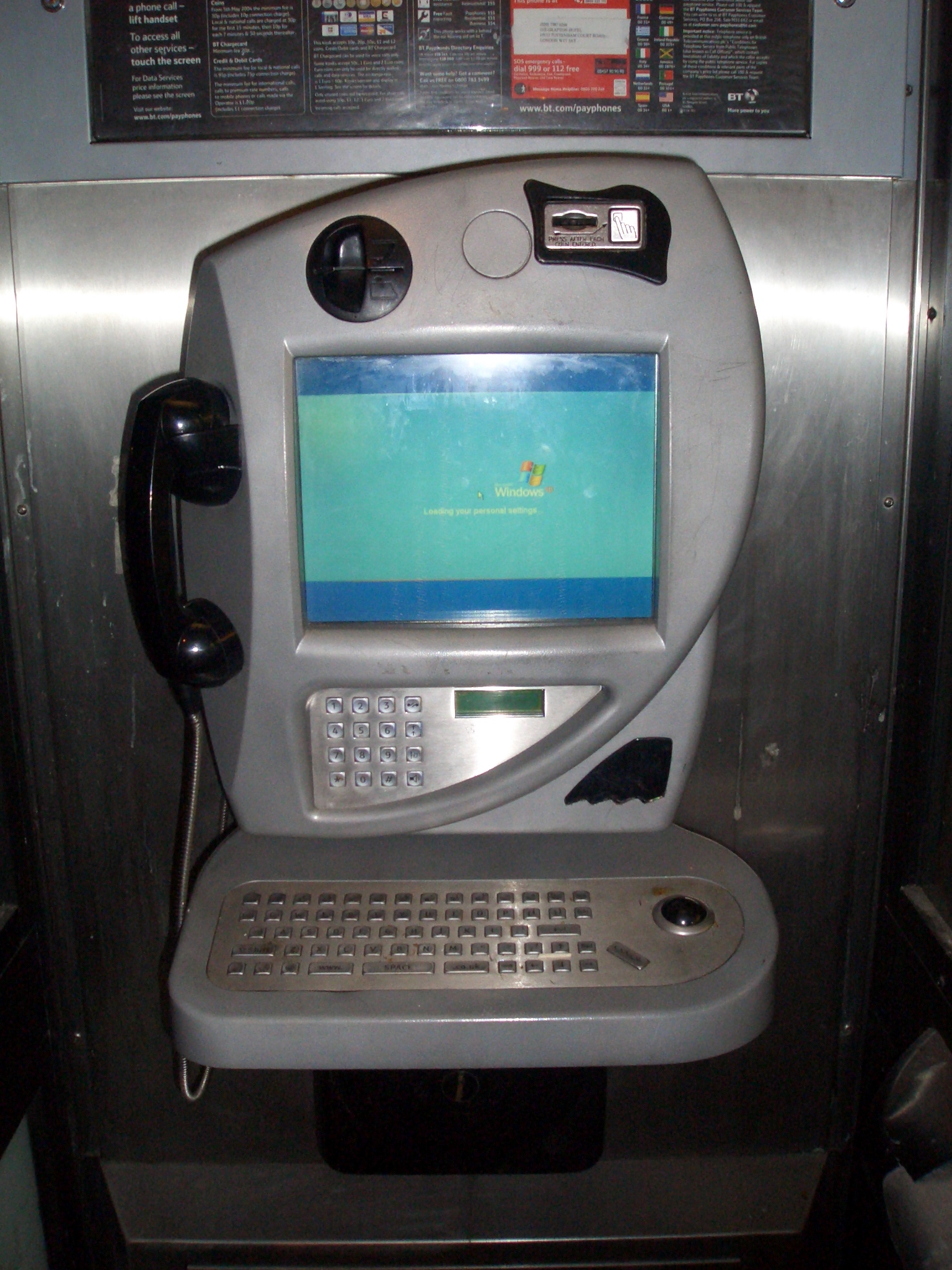
Un teléfono público con internet BT corriendo Windows XP Embedded.

Filtros de escritura
XPe incluye componentes llamados filtros de escritura, que pueden ser usadas para filtrar escrituras a disco. Los volúmenes pueden ser marcados como solo-lectura usando esos filtros y todas las escrituras serán redireccionadas; esto es transparente para las Aplicaciones en modo usuario. XPe viene con dos tipos de filtros:
1. Enhanced Write Filter (EWF): Protege un sistema a nivel de volumen. Redirigen todas las escrituras a un volumen protegido, la RAM o un disco separado. EWF es extremadamente útil cuando se usa en clientes ligeros que tienen memoria flash como la fuente principal de arranque.
2. Filtro basado en archivo (FBWF): Permite configurar la redirección de escrituras a archivos y carpetas individuales a un volumen protegido

Arranque desde medios externos (USB y CD)
XPe añade una función de arranque desde un medio de almacenamiento externo, como USB y CD. Esto permite arrancar desde un dispositivo que no pueda cumplir con los requisitos de almacenamiento, y permmite un arranque limpio siempre. La desventaja es que la instalación de actualizaciones requiere que la imagen de arranque completa se regenere cada vez.
Arranque por red
Un dispositivo con XPe puede ser configurado para arrancar desde la red (copiando una imagen del sistema operativo en la RAM). Al igual que con el arranque desde medios externos, la instalación de actualizaciones requiere que se regenere la imagen de arranque completa.

## Requisitos mínimos
- 32 MB de almacenamiento para el sistema base (en memoria interna, a menos que esté configurado para arrancar desde un medio externo). Espacio de almacenamiento adicional se requerirá para las aplicaciones adicionales.
- 32 MB de RAM (más la memoria necesaria para almacenar la imagen del sistema operativo si se arranca desde la red)
- Un procesador Intel Pentium Pro de 200 MHz

## Dispositivos destinados
La familia Windows XP Embedded está destinada a los siguientes dispositivos (pero no limitado):
- Cajeros automáticos
- Cajas registradoras
- Teléfonos públicos avanzados
- Máquinas recreativas
- Tragamonedas
- Robótica industrial
- Clientes livianos
- Set-top box
- Network attached storage (NAS)
- Dispositivos de navegación
- Locomotoras